# Марія Ясін
Марія Ясін (англ. Maria Jasin нар. 1956) — молекулярний біолог що працює у Меморіальному онкологічному центрі імені Слоуна — Кеттерінга, дослідник пошкоджених ДНК.

## Кар'єра
Ясін захистила PhD у Массачусетському технологічному інституті і навчалась у докторантурі в Цюрихському та Стенфордському університетах.
Ясін - фахівець відділення біології розвитку Меморіального Центру раку Слоуна - Кеттерінга, також є професором вища школа медичних наук Вайла Корнелла. Її дослідження підтримуються Фонд досліджень раку молочної залози з 2017 року.

## Нагороди та визнання
- 2015: член Американської академії наук[3]
- 2017: член Американської академії мистецтв і наук[4]
- 2017: Basser Global Prize[5]
- 2019: Премія Шао з медицини[6]